# Horreum de Narbonne
L’Horreum est un monument romain situé à Narbonne en cœur de ville, à une centaine de mètres au nord du Palais des archevêques. Le site est classé Monument historique depuis 1960 et 1961.

## Galeries souterraines de l'Horreum
Les galeries de l'Horreum se composent de trois ailes principales (ouest, sud et nord). Il s’agit de l’étage souterrain d’un bâtiment antique construit dans la deuxième moitié du Ier siècle av. J.-C. aujourd’hui disparu, dont la fonction reste inconnue. Elles sont ouvertes au public depuis 1976. Depuis 1997, les galeries souterraines font partie d’un complexe appelé Horreum qui se compose d’une entrée en rez-de-chaussée, d’un espace d’exposition et de deux cours. L’Horreum dépend depuis 2020 de l’EPCC Narbo Via, établissement public de coopération culturelle qui gère également le musée Narbo Via et le musée-site d’Amphoralis à Sallèles-d’Aude.

## Histoire des galeries romaines
Au début du XVIIIe siècle, les galeries souterraines sont confondues avec l’amphithéâtre romain par l’érudit G.-A Lafont. Entre 1838 et 1842,, les membres de la Commission archéologique et Littéraires de Narbonne entreprennent les premières fouilles et découvertes notamment un pavement en opus spicatum. De 1930 à 1943, les souterraines sont explorés et fouillés par l’abbé Signal. Ces excavations sont interrompues en 1943 lorsque la Ville de Narbonne, plongée dans la Seconde Guerre mondiale, décide d’aménager les galeries afin qu’elles servent d’abri pour la défense passive. En 1945, l’entreprise Joucla, à la demande des Monuments historiques, exécute un sondage sous la rue Rouget-de-Lisle permettant de reconnaître le prolongement de l’aile sud. C’est durant cette période que le terme latin « horreum » (entrepôt) commence à être utilisé par désigner les galeries souterraines. Le 10 mars 1961, les galeries souterraines sont classées « Monuments historiques ». En 1967 et 1968, l’archéologue Yves Solier continue l’exploration souterraine dans les secteurs encombrés des ailes nord et ouest. Il découvre notamment un lot de monnaie dont font partie quelques Octave à la proue. Peu de temps après, la Ville de Narbonne entreprend l’aménagement des galeries en vue de leur ouverture au public qui devient effective en 1976.

## Description des souterrains
Les galeries actuelles se composent d’une aile nord, d’une aile ouest et du début d’une aile sud, ainsi qu’une galerie secondaire rattachée à la branche nord. La superficie estimée des galeries se rapproche des 200 m2.
Le souterrain est entièrement voûté avec une hauteur sous voûte de 2,30 m en moyenne. L’aile nord est longue de 37,70 m, l’aile ouest 50,85 m. Le début de l’aile sud est dégagé mais l’effondrement de ses voûtes empêche de l’explorer plus en avant. Les trois ailes se rejoignent en angle droit. Elles formaient donc à l’époque antique un U. Chaque aile compte un couloir central, flanqué de part et d’autre de petites pièces munies d’étroites ouvertures.
Les murs des souterrains ont été bâtis selon plusieurs appareillages de maçonnerie typiquement romains faits de moellons en calcaire liés à du mortier. La majorité des murs ont été construits en appareil irrégulier, également appelé en latin opus incertum. On observe également à certain endroit, notamment dans la galerie secondaire, l’utilisation d’appareil régulier et réticulé (opus reticulatum ou opus quasi-reticulatum). Quelques graffiti, dont certains antiques, se voient encore sur les murs, principalement dans la partie nord du monument.
Les sols des galeries sont un mélange compact de terre argileuse, de chaux et de graviers. Au passage nord-ouest un pavement en opus spicatum servait sans doute d’espace de fonction avec une cage d’escalier.
Les galeries romaines ne possédaient ni puits, ni soupiraux. Elles devaient baigner dans une obscurité totale, seulement éclairées par des lampes à huile dont de nombreux fragments ont été retrouvés lors des différentes découvertes. Les galeries communiquaient avec le bâtiment du dessus par des rampes d’escalier.
Les souterrains ont subi de nombreux remaniements. Deux caves, sans doute médiévales, ont été aménagées de part et d’autre du bâtiment et altèrent le plan originel des galeries.

## La fonction des galeries à l'époque romaine
Les galeries ont été construites à la fin de la République romaine, dans la deuxième moitié du Ier siècle av. J.-C. Elles constituaient le niveau inférieur d’un bâtiment sans doute de plusieurs étages, disposé en trois ailes en « U », avec au centre une cour, peut-être enserré d’un portique.
Les souterrains ressemblent beaucoup aux fondations voûtées établies en sous-sol d’une plate-forme ou d’un bâtiment à étages qu’on retrouve en grand nombre en Italie au Ier siècle av. J.-C. et qui soutiennent les grandes villas patriciennes républicaines et impériales, ou aux fondations des terrasses et des complexes monumentaux des agglomérations latines (Otricoli, Palestrina, Terracina, Tivoli).
Les galeries faisaient également office de vide sanitaire (formant barrage contre les remontées d’humidité en surface) d’un édifice de type marché (mercatus), marché couvert (macellum) ou entrepôt (horreum). Sidoine Apollinaire, au Ve siècle, mentionne l’existence de ces bâtiments publics à Narbonne. Ces hypothèses sont confortées par la situation avantageuse à proximité du forum et de l'axe nord-sud principal de la cité romaine.
Les galeries ont par la suite été fréquentées pendant toute la période romaine. Ceci est prouvé par les réaménagements entrepris durant l’Antiquité tardive à l’angle des ailes ouest et sud (construction en assises de briques plates, remploi des colonnettes).